# Sarah Hegazi
Sarah Hegazi, también nombrada como Hegazy o Higazy (1989 – Toronto, 13 de junio de 2020), fue una activista lesbiana egipcia. Fue arrestada, encarcelada y torturada durante tres meses en Egipto después de desplegar una bandera del arcoíris en un concierto de Mashrou' Leila en Cairo en el año 2017. Posterior a su arresto, solicitó asilo y trasladó su residencia a Canadá, sufriendo estrés postraumático vinculado a la experiencia de tortura que vivió en su país de origen.
Se suicidó a los 30 años el 14 de junio de 2020.

## Biografía
En 2010, Hegazi se graduó de la Academia de Thebas con un grado de bachiller en Sistemas de Información, y de la Universidad Americana en Cairo en 2016. Mediante aprendizaje de distancia, Hegazi obtuvo diplomas en "Luchar para Igualdad: 1950-2018", "Feminismo y Justicia Social", "Metodología de Investigación", "Diversidad e Inclusión en el ambiente de trabajo" y "Entendiendo la violencia" en la Universidad de Columbia, Universidad de California Santa Cruz, Escuela de Estudios Orientales y Africanos, Universidad de Pittsburgh, y Universidad Emory.
Hegazi se identificaba como comunista y apoyaba al partido Pan y Libertad mientras vivió en Egipto. Ya en Canadá, se implicó con Spring Socialist Network. Hegazi declaró haber sido despedida de su trabajo por oponerse al régimen de Sisi en Egipto. Nueve años después de la revolución egipcia de 2011, Hegazi escribió que «el régimen viejo probará cualquier cosa, incluso sacrificar iconos importantes de su régimen, para permanecer en el poder o recuperarlo». Describió al presidente Sisi como «el dictador más opresor y violento de nuestra historia moderna». Hegazi escribió que a consecuencia de que la revolución (de 2011) fallase «la mayoría de nosotros estamos ahora en la tumba, en prisión o en el exilio.»[cita requerida]

### Arresto
El 22 de septiembre de 2017, Sarah Hegazi asistió a un concierto de Mashrou' Leila, banda cuyo cantante Hamed Sinno es abiertamente gay. Fue arrestada junto con un grupo de personas por agitar una bandera de arcoíris en apoyo a los derechos LGBT. Su arresto coincidió con las medidas severas de tolerancia cero aplicadas en Egipto para acabar con el apoyo público a los derechos LGBT en el país. Ella recordaba haber sido golpeada y abusada por otras personas privadas de libertad. Fue liberada y multada con 2000 £E (113 $).

## Muerte y legado

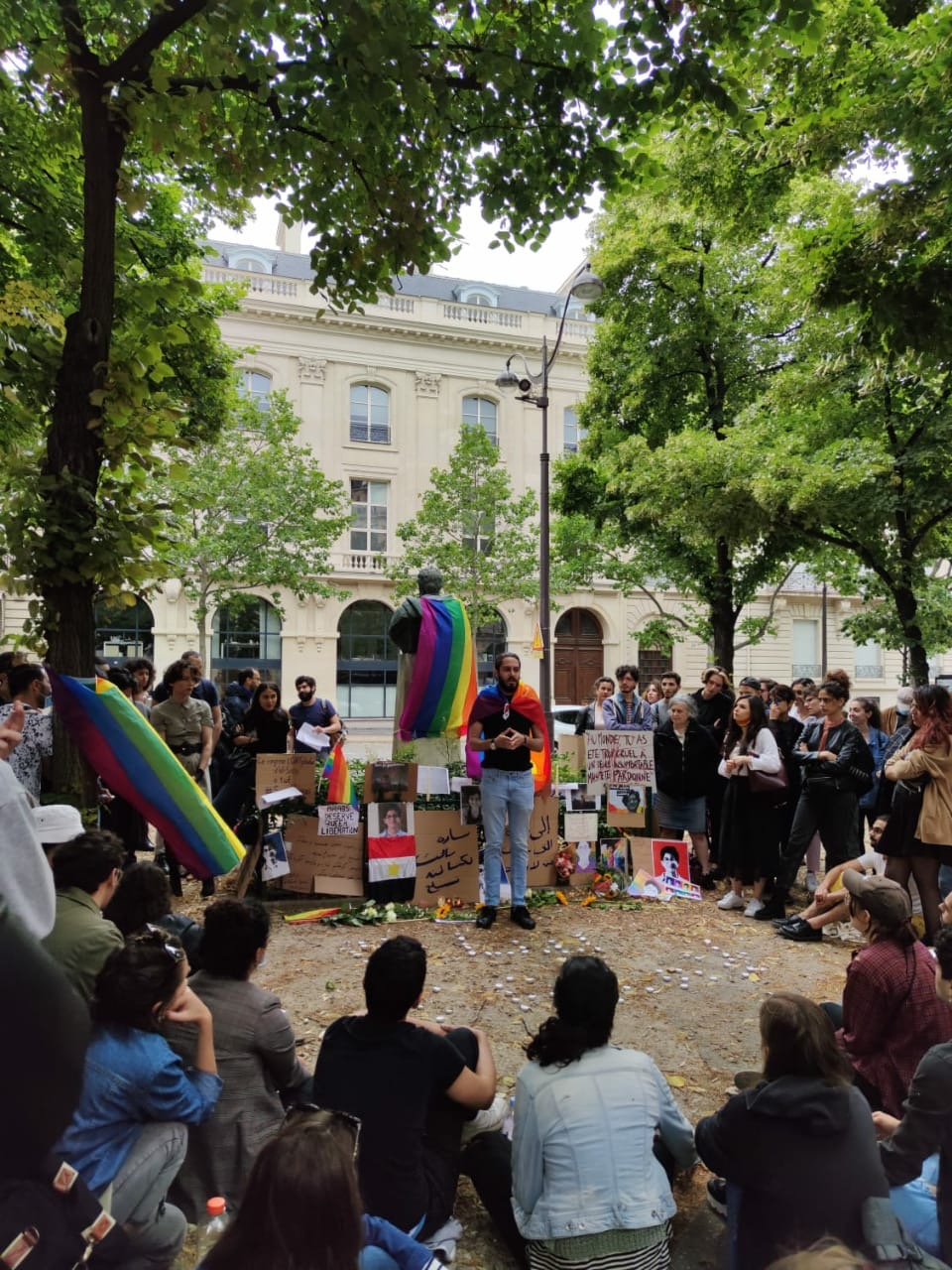
Vigilias en conmemoración de Sarah Hagazi, París, 21 de junio de 2020

Falleció en su domicilio en Toronto el 13 de junio de 2020, a los 30 años. Su abogado, Khaled Al-Masry, confirmó que Hegazi se suicidó.
Una breve nota escrita en árabe y atribuida a Hegazi circuló en las redes sociales después de su muerte. En ella se lee: «A mis hermanos – traté de sobrevivir y fallé, perdónenme. A mis amistades - la experiencia fue dura y no pude resistirla, perdónenme. Al mundo - fuiste insoportablemente cruel, pero te perdono.»
Su muerte fue informada a través de diferentes medios de comunicación internacionales, con tributos a su activismo como tema recurrente. Hamed Sinno compartió un tributo a Hegazi en su perfil de Facebook en el que se lee "لروحك الحرية", o «Libertad para vuestra alma». La revista socialista canadiense Primavera publicó un obituario a Hegazi escrito por Valerie Lennon: «La recuerdo diciendo 'nunca me sentí tan viva como durante la revolución.' En su honor, y para llenar de sentido nuestra propia vida, es nuestro deber  continuar luchando para la revolución aquí, en Egipto, y alrededor del mundo.»